# Lista 500 utworów wszech czasów magazynu Rolling Stone
Lista 500 utworów wszech czasów czasopisma „Rolling Stone” (oryg. Rolling Stone’s 500 Greatest Songs of All Time) – lista 500 najlepszych utworów muzycznych wszech czasów, opublikowana przez amerykańskie czasopismo „Rolling Stone” w listopadzie 2004 roku, ponownie w 2010 i 2021 roku. Lista została utworzona przez 172 muzyków i krytyków muzycznych.

## Rok 2004 i Rok 2010

### 2004
Zestawienie zawierało piosenki artystów amerykańskich (357), brytyjskich (117), irlandzkich (12), kanadyjskich (10), jamajskich (7), australijskich (2) oraz szwedzkich i francuskich (po 1). Na liście znalazł się tylko jeden utwór nieanglojęzyczny – „La Bamba” Ritchie Valensa i zaledwie 3 utwory pochodzące z XXI wieku. Najstarszym utworem jest „Rollin’ Stone” Muddy’ego Watersa (1948), a najnowszym „Hey Ya!” Outkast (2003).
Najwięcej miejsc na liście, bo aż 23, zajmowały utwory zespołu The Beatles. Poniżej czołówka rankingu artystów, pod względem liczby utworów na liście:
- 23 – The Beatles,
- 14 – The Rolling Stones,
- 13 – Bob Dylan,
- 11 – Elvis Presley,
- 7 – The Beach Boys, Jimi Hendrix,
- 6 – Chuck Berry, U2, James Brown, Prince, Led Zeppelin, Sly and the Family Stone.
- 5 – Elton John, Ray Charles, the Clash, The Drifters, Buddy Holly, The Who

### 2010
Zaktualizowana lista zawierała niezmienione 25 pierwszych miejsc, dodanych zostało 26 nowych utworów - z wyjątkiem utworu „Juicy” rapera o pseudonimie The Notorious B.I.G. wydanego w 1994 roku, wszystkie nowe utwory ukazały się w XXI wieku.
Do zestawienia zostały dodane dodatkowo dwa utwory U2 i dwa utwory Jaya-Z.

#### Czołówka zestawienia z lat 2004 i 2010
1. „Like a Rolling Stone” – Bob Dylan (1965)
2. „(I Can’t Get No) Satisfaction” – The Rolling Stones (1965)
3. „Imagine” – John Lennon (1971)
4. „What's Going On” – Marvin Gaye (1971)
5. „Respect” – Aretha Franklin (1967)
6. „Good Vibrations” – The Beach Boys (1966)
7. „Johnny B. Goode” – Chuck Berry (1958)
8. „Hey Jude” – The Beatles (1968)
9. „Smells Like Teen Spirit” – Nirvana (1991)
10. „What’d I Say” – Ray Charles (1959)

## Rok 2021
Najwięcej utworów umieszczonych na liście pochodzi z lat 70. (144), następnie lat 60. (108), potem lat 80. (80) i lat 90. (70). W zestawieniu pojawiły się trzy utwory wydane w drugiej dekadzie XXI wieku.
Znajdujący się na dziewiątym miejscu utwór „Dreams” grupy Fleetwood Mac pojawił się na liście po raz pierwszy.
Najwięcej miejsc na liście w 2021 roku:
- 12 – The Beatles
- 7 – David Bowie, Bob Dylan, The Rolling Stones
- 6 – Prince
- 5 – Bruce Springsteen, Beyoncé
- 4 – Aretha Franklin, Elton John, Marvin Gaye, Joni Mitchell, Outkast, Stevie Wonder

### Czołówka zestawienia z roku 2021
1. „Respect” – Aretha Franklin (1967)
2. „Fight the Power” – Public Enemy (1989)
3. „A Change Is Gonna Come” – Sam Cooke (1964)
4. „Like a Rolling Stone” – Bob Dylan (1965)
5. „Smells Like Teen Spirit” – Nirvana (1991)
6. „What's Going On” – Marvin Gaye (1971)
7. „Strawberry Fields Forever” – The Beatles (1967)
8. „Get Ur Freak On” – Missy Elliott (2001)
9. „Dreams” – Fleetwood Mac (1977)
10. „Hey Ya!” – Outkast (2003)